# Cnidoscolus
Genre
Classification APG III (2009)
Cnidoscolus est un genre de plantes à fleurs de la famille des Euphorbiaceae.

## Liste des espèces
Selon Catalogue of Life (21 janvier 2018) (se basant sur World Checklist of Selected Plant Families (WCSP) (21 janvier 2018)) :
- Cnidoscolus aconitifolius (Mill.) I.M.Johnst.
- Cnidoscolus acrandrus (Urb.) Pax & K.Hoffm.
- Cnidoscolus aculeatissimus (Mart.) Fern.Casas
- Cnidoscolus adenoblepharus Fern.Casas & J.M.Pizarro
- Cnidoscolus adenochlamys Fern.Casas
- Cnidoscolus aequatoriensis Fern.Casas & J.M.Pizarro
- Cnidoscolus albibracteatus Fern.Casas & Pizarro
- Cnidoscolus albidus Lundell
- Cnidoscolus albomaculatus (Pax) I.M.Johnst.
- Cnidoscolus angustidens Torr.
- Cnidoscolus appendiculatus (Pax & K.Hoffm.) Pax & K.Hoffm.
- Cnidoscolus aurelii Fern.Casas
- Cnidoscolus autlanensis Breckon
- Cnidoscolus bahianus (Ule) Pax & K.Hoffm.
- Cnidoscolus basiacanthus (Pax & K.Hoffm.) J.F.Macbr.
- Cnidoscolus beckii Fern.Casas
- Cnidoscolus bellator (Ekman ex Urb.) León
- Cnidoscolus byssinus Fern.Casas
- Cnidoscolus cajamarcensis Fern.Casas & J.M.Pizarro
- Cnidoscolus calcareus Fern.Casas
- Cnidoscolus calyptratus Fern.Casas
- Cnidoscolus calyptrodontus Fern.Casas
- Cnidoscolus ceballosii Fern.Casas
- Cnidoscolus cervii Fern.Casas
- Cnidoscolus conicus Fern.Casas & J.M.Pizarro
- Cnidoscolus diacanthus (Pax & K.Hoffm.) J.F.Macbr.
- Cnidoscolus egregius Breckon ex Fern.Casas
- Cnidoscolus elasticus Lundell
- Cnidoscolus fimbriatus Breckon ex Fern.Casas
- Cnidoscolus froesii (Croizat) Fern.Casas
- Cnidoscolus graminifolius Fern.Casas
- Cnidoscolus guatimalensis Fern.Casas
- Cnidoscolus halteris Fern.Casas
- Cnidoscolus hamosus Pohl
- Cnidoscolus hypokerinus Fern.Casas
- Cnidoscolus hypoleucus (Pax) Pax
- Cnidoscolus inaequalis Fern.Casas
- Cnidoscolus infestus Pax & K.Hoffm.
- Cnidoscolus jaenensis (Pax & K.Hoffm.) J.F.Macbr.
- Cnidoscolus kunthianus (Müll.Arg.) Pax & K.Hoffm.
- Cnidoscolus leuconeurus (Pax & K.Hoffm.) Pax & K.Hoffm.
- Cnidoscolus liebmannii (Müll.Arg.) Lundell
- Cnidoscolus liesneri Fern.Casas & J.M.Pizarro
- Cnidoscolus loasoides (Pax) I.M.Johnst.
- Cnidoscolus lombardii Fern.Casas
- Cnidoscolus longibracteatus Fern.Casas & Pizarro
- Cnidoscolus longipes (Pax) I.M.Johnst.
- Cnidoscolus maculatus (Brandegee) Pax & K.Hoffm.
- Cnidoscolus magni-gerdtii Fern.Casas
- Cnidoscolus maracayensis (Chodat & Hassl.) Pax & K.Hoffm.
- Cnidoscolus matosii León
- Cnidoscolus megacanthus Breckon ex Fern.Casas
- Cnidoscolus minarum Fern.Casas
- Cnidoscolus mitis Fern.Casas
- Cnidoscolus monicanus J.A.Lomelí, Sahagún & V.W.Steinm.
- Cnidoscolus monsanto Fern.Casas
- Cnidoscolus multilobus (Pax) I.M.Johnst.
- Cnidoscolus oligandrus (Müll.Arg.) Pax
- Cnidoscolus orientensis Fern.Casas
- Cnidoscolus palmeri (S.Watson) Rose
- Cnidoscolus paucistamineus (Pax) Pax
- Cnidoscolus pavonianus (Müll.Arg.) Fern.Casas
- Cnidoscolus piranii Fern.Casas & J.M.Pizarro
- Cnidoscolus populifolius Fern.Casas
- Cnidoscolus pteroneurus Fern.Casas
- Cnidoscolus pubescens Pohl
- Cnidoscolus pyrophorus (Pax) J.F.Macbr.
- Cnidoscolus quercifolius Pohl
- Cnidoscolus rangel (M.Gómez) McVaugh
- Cnidoscolus regina (León) Radcl.-Sm. & Govaerts
- Cnidoscolus rostratus Lundell
- Cnidoscolus rotundifolius (Müll.Arg.) McVaugh
- Cnidoscolus rupestris Fern.Casas
- Cnidoscolus rzedowskii Fern.Casas & V.W.Steinm.
- Cnidoscolus sellowianus Klotzsch ex Pax
- Cnidoscolus serrulatus (Pax & K.Hoffm.) Pax & K.Hoffm.
- Cnidoscolus shrevei I.M.Johnst.
- Cnidoscolus sinaloensis Breckon ex Fern.Casas
- Cnidoscolus souzae McVaugh
- Cnidoscolus spathulatus Fern.Casas
- Cnidoscolus spinosus Lundell
- Cnidoscolus subinteger (Chodat & Hassl.) Pax & K.Hoffm.
- Cnidoscolus tehuacanensis Breckon
- Cnidoscolus tepiquensis (Costantin & Gallaud) Lundell
- Cnidoscolus texanus (Müll.Arg.) Small
- Cnidoscolus tridentifer Fern.Casas & J.M.Pizarro
- Cnidoscolus tubulosus (Müll.Arg.) I.M.Johnst.
- Cnidoscolus ulei (Pax) Pax
- Cnidoscolus urens (L.) Arthur
  - Cnidoscolus urens var. stimulosus (Michx.) Govaerts -  Épurge urticante
- Cnidoscolus urentissimus Fern.Casas
- Cnidoscolus urnigerus (Pax) Pax
- Cnidoscolus vitifolius (Mill.) Pohl